# Roque Calpena
Roque Calpena Giménez (Monóvar, Alicante, 1921 - Elda, 1998) fue un empresario y político español.

## Biografía
Nació en el municipio alicantino de Monóvar y fue concejal de Fiestas de Elda durante la alcaldía de Antonio Porta Vera. Durante su mandato como concejal se buscó potenciar la industria del calzado presente en la ciudad y se organizó el I Certamen de la Industria del Calzado de Elda. Este certamen acabaría derivando en la Feria Internacional del Calzado e Industrias Afines (FICIA), celebrada por primera vez como una Feria Concurso Exposición Local en 1959, tras el éxito obtenido, la Dirección General de Expansión Comercial del Ministerio de Economía autorizó la celebración de la I Feria de Muestras Monográfica del Calzado e Industrias Afines" en 1960, pasando en 1961 a convertirse en Feria Internacional del Calzado e Industrias Afines (FICIA) y de la que Calpena fue director general durante más de dos décadas. En las elecciones generales de 1977 fue elegido senador de la Unión de Centro Democrático por la circunscripción electoral de Alicante y repitió en su cargo en las elecciones de 1979. Falleció en Elda en 1998 y en la actualidad una plaza de Elda lleva su nombre.